# Avon Rubber
Avon Rubber p.l.c. är en brittisk tillverkare av däck och gummiprodukter. Avon grundades 1885 i Limpley Stoke som tillhör grevskapet Wiltshire, England.